# Krst Pod Triglavom-Baptism
Krst Pod Triglavom-Baptism - album zespołu Laibach, wydany w 1987 roku.

## Lista utworów
Wersja winylowa składająca się z dwóch płyt zawiera następujące utwory:
819-822:
1. "Jezero/Der See"
2. "Valjhun/Waldung"
3. "Delak"
4. "Koza/Die Haut"

1095-1270:
1. "Jägerspiel"
2. "Bogomila - Verfuhrung"
3. "Wienerblut"

1961-1982:
1. "Crtomir, Jelengar"
2. "Apologija Laibach/Laibach-Apologie"

1983-1987:
1. "Krst/Die Taufe, Germania"
2. "Rdeci Pilot/Der Rote Pilot"

Wersja CD lista utworów:
1. "Jezero/Valjhun/Delak" – 11:00
2. "Koža" – 3:57
3. "Jägerspiel" – 7:25
4. "Bogomila - Verführung" – 3:54
5. "Wienerblut" – 7:00
6. "Črtomir" – 4:51
7. "Jelengar" – 2:41
8. "Apologija Laibach" – 12:24
9. "Herzfeld" – 4:48
10. "Krst, Germania" – 12:50
11. "Rdeči Pilot" – 1:00